# Ногради, Бенце
Бенце Ногради (венг. Bence Nogradi; род. 29 июля 2002 года в Орошхазе) — венгерский шорт-трекист. Участник зимних Олимпийских игр 2022 года. 

## Карьера
Бенце Ногради начал кататься на коньках в возрасте 3-х лет, а в 5 лет участвовал в первых своих соревнованиях.
В феврале 2010 года на Национальном чемпионате Венгрии среди юниоров (младшие мальчики) занял 11-е места на всех трёх дистанциях и в общем зачёте также стал 11-м. В январе 2012 года на очередном Национальном чемпионате Венгрии среди юниоров он занял 1-е место в личном зачёте многоборья, победив на всех дистанциях. В следующие годы он активно участвовал в разных молодёжных турнирах, где часто попадал на подиумы, а в октябре 2016 года впервые соревновался на взрослом чемпионате Венгрии и занял 13-е место в общем зачёте.
В феврале 2018 года на Национальном чемпионате Венгрии среди юниоров Ногради выиграл золотые медали на дистанциях 1000 и 1500 м и бронзовую на 500 м, в итоге занял 2-е место в абсолютном зачёте многоборья. В марте занял 2-е место на Кубке Европы среди юниоров в латвийском Вентспилсе. В октябре поднялся на 8-е место в общем зачёте на взрослом чемпионате Венгрии, а в начале 2019 года занял 3-е место среди юниоров на национальном чемпионате. 
Он был выбран в юниорскую сборную Венгрии в январе 2020 года и участвовал на чемпионате мира среди юниоров в Бормио, где занял 18-е место в беге на 500 м и 23-е место на 1000 м. Через месяц на Национальном чемпионате Венгрии среди юниоров выиграл золотую медаль в многоборье, одержав три победы из трёх возможных, после чего все соревнования были отменены из-за пандемии коронавируса. В феврале 2021 года Бенце дебютировал на Кубке мира в Дордрехте.
В сентябре 2021 года Ногради участвовал в олимпийском отборочном турнире и занял 2-е место в общем зачёте. В сезоне 2021/22 на Кубке мира он поднимался на подиум в составе эстафетной команды на всех 4-х этапах, а также на 2-х этапах в смешанной эстафете, где выиграл две серебряные и четыре бронзовые медали. В конце января 2022 года он квалифицировался на олимпиаду в составе одного из участника эстафеты.
На XXIV зимних Олимпийских играх в Пекине, 16 февраля в составе мужской эстафетной команды Ногради выиграл в финале "В" и занял общее 6-е место в эстафете. Через месяц после игр, в марте на чемпионате мира среди юниоров в Гданьске он выиграл серебряные медали на дистанции 500 м и в эстафете, а также занял 6-е место в беге на 1000 м.